# Hexacentrus formosanus
Hexacentrus formosanus — вид прямокрилих комах родини коників (Tettigoniidae). Описаний у 2021 році.

## Поширення
Ендемік острова Тайвань. Типові зразки зібрані в окрузі Дуншань у міському муніципалітеті Тайнань.